# Dale Stephens
Dale Christopher Stephens (Bolton, Inglaterra, 12 de junio de 1989) es un exfutbolista británico que jugaba como centrocampista.

## Clubes
| Club                         | País       | Año       |
| ---------------------------- | ---------- | --------- |
| Bury F. C.                   | Inglaterra | 2007-2008 |
| Droylsden F. C. (cedido)     | Inglaterra | 2007      |
| Hyde United F. C. (cedido)   | Inglaterra | 2007      |
| Oldham Athletic A. F. C.     | Inglaterra | 2008-2011 |
| Rochdale A. F. C. (cedido)   | Inglaterra | 2009      |
| Southampton F. C. (cedido)   | Inglaterra | 2011      |
| Charlton Athletic F. C.      | Inglaterra | 2011-2014 |
| Brighton & Hove Albion F. C. | Inglaterra | 2014-2020 |
| Burnley F. C.                | Inglaterra | 2020-2022 |

## Palmarés

### Campeonatos nacionales
| Título     | Club                    | País       | Año  |
| ---------- | ----------------------- | ---------- | ---- |
| League One | Charlton Athletic F. C. | Inglaterra | 2012 |